# ヴィゴンツァ
ヴィゴンツァ（伊: Vigonza）は、イタリア共和国ヴェネト州パドヴァ県にある、人口約23,000人の基礎自治体（コムーネ）。

## 地理

### 位置・広がり

#### 隣接コムーネ
隣接するコムーネは以下の通り。括弧内のVEはヴェネツィア県所属を示す。
- カドーネゲ
- カンポダルセゴ
- フィエッソ・ダルティコ (VE)
- ノヴェンタ・パドヴァーナ
- パードヴァ
- ピャニーガ (VE)
- ストラ (VE)
- ヴィッラノーヴァ・ディ・カンポサンピエーロ

### 気候分類・地震分類
ヴィゴンツァにおけるイタリアの気候分類 (it) および度日は、zona E, 2423 GGである。
また、イタリアの地震リスク階級 (it) では、zona 3 (sismicità bassa) に分類される。

## 行政

### 分離集落
ヴィゴンツァには、以下の分離集落（フラツィオーネ）がある。
- Busa, Codiverno, Peraga, Perarolo, Pionca, San Vito